# Archisenia sibirica
Archisenia sibirica är en kräftdjursart som först beskrevs av Georg Ossian Sars 1898.  Archisenia sibirica ingår i släktet Archisenia och familjen Pseudotachidiidae. Inga underarter finns listade i Catalogue of Life.